# William Matteuzzi
William Matteuzzi é um tenor leggero conhecido por interpretar as obras de Gioachino Rossini e Gaetano Donizetti e por sua impressionante capacidade vocal que atinge, com voz plena, um fa agudo. Nasceu em 12 de dezembro de 1957 em Bologna na Itália.

## Repertório
- Vincenzo Bellini
  - La sonnambula (Elvino)
  - I puritani (Arturo)
- Gaetano Donizetti
  - Le convenienze ed inconvenienze teatrali (Antolonstoinoloff)
  - La figlia del reggimento (Tonio)
  - Rita (Beppe)
- Christoph Willibald Gluck
  - Orphée et Euridice (Orphée)
  - Alceste (Evandro)
- Franz Joseph Haydn
  - Lo speziale (Mengone)
- Ruggero Leoncavallo
  - Pagliacci (Peppe)
- Claudio Monteverdi
  - L'Orfeo (Orfeo)
  - Il ritorno di Ulisse in patria (Ulisse)
  - L'incoronazione di Poppea (Nerone)
- Wolfgang Amadeus Mozart
  - Idomeneo (Idomeneo)
  - Così fan tutte (Fernando)
  - Don Giovanni (Don Ottavio)
- Giovanni Pacini
  - L'ultimo giorno di Pompei (Appio)
- Giovanni Paisiello
  - La molinara (Calloandro)
- Giacomo Puccini
  - Manon Lescaut (Edmondo)
  - La rondine (Prunier)
- Gioachino Rossini
  - La scala di seta (Dorvil)
  - La pietra del paragone (Giocondo)
  - L'occasione fa il ladro (Alberto)
  - Tancredi (Argirio)
  - L'italiana in Algeri (Lindoro)
  - Torvaldo e Dorliska (Torvaldo)
  - Il barbiere di Siviglia (Almaviva)
  - Otello (Rodrigo)
  - La Cenerentola (Ramiro)
  - La gazza ladra (Giannetto)
  - Armida (Goffredo, Carlo)
  - Ricciardo e Zoraide (Ricciardo)
  - Ermione (Pilade)
  - Maometto secondo (Paolo Erisso)
  - Zelmira (Ilo)
  - Semiramide (Idreno)
  - Il viaggio a Reims (Gelsomino, Libenskof)
  - Le Comte Ory (Ory)
- Nino Rota
  - Il cappello di paglia di Firenze (Fadinard)
- Igor Stravinskij
  - Mavra (Vassili)
- Giuseppe Verdi
  - Rigoletto (Matteo Borsa)
- Antonio Vivaldi
  - Orlando furioso (Medoro)
- Riccardo Zandonai
  - Francesca da Rimini (Paolo il bello)

## Discografia (studio)
| Ano  | Título                    | Papel            | Elenco                                               | Diretor           | Etiqueta   |
| ---- | ------------------------- | ---------------- | ---------------------------------------------------- | ----------------- | ---------- |
| 1984 | Rigoletto                 | Borsa            | Renato Bruson, Edita Gruberova, Neil Shicoff         | Giuseppe Sinopoli | Philips    |
| 1986 | Ermione                   | Pilade           | Cecilia Gasdia, Chris Merritt, Ernesto Palacio       | Claudio Scimone   | Erato      |
| 1987 | Francesca da Rimini       | Paolo il Bello   | Raina Kabaivanska, Matteo Manuguerra, Piero De Palma | Maurizio Arena    | RCA        |
| 1987 | Manon Lescaut             | Edmondo          | Kiri Te Kanawa, José Carreras, Paolo Coni            | Riccardo Chailly  | Decca      |
| 1988 | Il barbiere di Siviglia   | Conte d'Almaviva | Leo Nucci, Cecilia Bartoli, Paata Burchuladze        | Giuseppe Patanè   | Decca      |
| 1989 | Zelmira                   | Ilo              | Cecilia Gasdia, Chris Merritt, Bernarda Fink         | Claudio Scimone   | Erato      |
| 1991 | Armida                    | Goffredo Carlo   | Cecilia Gasdia, Chris Merritt, Bruce Ford            | Claudio Scimone   | Kock       |
| 1991 | Il matrimonio segreto     | Paolino          | Susan Patterson, Alfonso Antoniozzi, Janet Williams  | Gabriele Bellini  | Arts       |
| 1992 | La Cenerentola            | Don Ramiro       | Cecilia Bartoli, Enzo Dara, Alessandro Corbelli      | Riccardo Chailly  | Decca      |
| 1995 | Ricciardo e Zoraide       | Ricciardo        | Nelly Miricioiu, Bruce Ford, Della Jones             | David Parry       | Opera Rara |
| 1996 | La rondine                | Prunier          | Angela Gheorghiu, Roberto Alagna, Inva Mula          | Antonio Pappano   | EMI        |
| 1999 | Otello                    | Rodrigo          | Bruce Ford, Elizabeth Futral, Ildebrando D'Arcangelo | David Parry       | Opera Rara |
| 2004 | L'incoronazione di Poppea | Ottone           | Patrizia Bicciré, Liliana Rugiero, Angela Bucci      | Sergio Vartolo    | Brilliant  |
| 2006 | L'Orfeo                   | Orfeo            | Sylva Pozzer, Sara Mingardo, Angela Bucci            | Sergio Vartolo    | Brilliant  |